# Association du tourisme d'Azerbaïdjan
L'Association du tourisme azerbaïdjanais (Azərbaycan Turizm Agentlikləri Assosiasiyası, AzTA) est l'une des organisations touristiques d'Azerbaïdjan. L'objectif principal d'AzTA est de fusionner et de gérer presque toutes les entreprises touristiques du pays.

## Histoire
AzTA a été fondée en 2009 avec l'aide du ministère de la Culture et du Tourisme de l'Azerbaïdjan. L'association regroupe 242 agences de voyages et 110 hôtels.
En 2017, AZAL et AzTA ont signé l'accord de coopération. Selon l'accord, AZAL est devenu membre du conseil d'administration de l'Association du tourisme d'Azerbaïdjan.
Le président d'AzTA est Ahmed Gourbanov.
L'Association du tourisme d'Azerbaïdjan a un comité sur le tourisme récepteur, un comité sur le tourisme émetteur et un comité sur les questions de transport. Les chefs de comité sont nommés pour un an.
A l'initiative de l'AzTA, le concept «Perspectives de développement du tourisme intérieur en Azerbaïdjan jusqu'en 2025» a été élaboré.

## Coopération internationale
AzTA est l'un des membres de l'Organisation mondiale du tourisme depuis 2011.
En 2011, le ministère de la Culture et du Tourisme de l'Azerbaïdjan et AzTA ont signé un accord de coopération avec la société Atlantis Holidays, basée à Dubaï.
Lors de la 57e réunion de la Commission régionale de l'OMT pour l'Europe en avril 2014 qui s'est tenue à Bakou, la direction de l'AzTA a signé l'engagement du secteur privé envers le Code mondial d'éthique du tourisme.
En 2018, un protocole de coopération a été signé entre l'Association du tourisme d'Azerbaïdjan et l'Association des agents de voyages de l'Inde (TAAI)
La même année, un protocole de partenariat de deux ans entre l'AZTA et l'Association malaisienne des agences de voyages(MATTA) a été signé.
En 2019, un mémorandum de coopération entre l'AzTA et le Comité d'État de l'Ouzbékistan pour le développement du tourisme a été signé.
Outre l'ouverture de cinq nouveaux bureaux en 2020, il est prévu d'ouvrir des bureaux dans 25 pays à travers le monde.
À l'initiative d'AzTA et avec le soutien des entreprises touristiques de Turquie, il a été décidé de créer l'Organisation du tourisme des États turcophones en 2020. L'objectif principal de l'organisation est de contribuer au développement du secteur du tourisme dans les pays turcophones.
En 2020, AZTA a été rejoint par environ 27 agences de tourisme.
Il y a plusieurs réunions avec des dirigeants du secteur privé et des agences de tourisme organisées chaque année.